# Хмељарство у Војводини

## Историјат

### Период од друге половине 18. века до Првог светског рата
У Војводини је прве хмељарнике поставио гроф Андраш Хадик 1770. године на свом имању код Футога. У 19. веку хмељ је гајен на имањима грофа Хотека у Футогу, Стратимировића у Кулпину и Дунђерских у Чибу (Челареву). Притом се добро водило рачуна да саднице не доспеју у руке сељака.
Словачки учитељ Алберт Марћиш из Падине успео је 1885. године да добије саднице од чешког хмељара на Хотековом имању. Марћиш је сам гајио хмељ и свима га препоручивао, што је утицало да околина Бачког Петровца за кратко време постане центар угарског и војвођанског хмељарства. Такође је у часопису Dolnozemský Slovák објављивао чланке о гајењу ове биљке.
Успеси првих хмељара из Бачког Петровца подстакли су и ратаре из суседних села: Кисача, Гложана, Чиба, Кулпина и других места на гајење хмеља. У периоду од 1906. до 1914. хмељ се гајио по целој Бачкој, углавном код словачког становништва. У Сомбору је 1905. године основано Удружење бачких хмељара, које је издавало и свој часопис Бачки хмељни баштован на чак четири језика: српском, мађарском, немачком и словачком (види галерију). Године 1907. у Петровцу је саграђен велики магацин који је могао да прими 800 бала хмеља. Подизани су и бројни мањи магацини. Трговина хмељом је такође била у успону.Површине под хмељом су се повећавале све до почетка Првог светског рата. Тада је дошло до опадања хмељарства из разумљивих разлога. Од предратних 1236 ha, после рата је остало само 400 ha.

### Међуратни период
По завршетку Великог рата пиво је поново било тражено, међутим хмеља за његово кување је било врло мало. Услед велике потражње и мале понуде, цена хмеља је брзо расла. То је подстакло пољопривреднике да повећају површине под овом културом. Тако је почело „златно доба војвођанског хмељарства”. Од 1920. до 1927. године хмељарници су подизани у скоро свим деловима Војводине. Највише хмеља је ипак засађено у Петровцу. Цена пољопривредног земљишта је такође порасла. Године 1927. у Војводини је 8097 ha било под хмељом. Исте године је основана и Хмељарска школа у Петровцу. Професори ове школе су изводили агротехничке огледе не само са хмељом, већ и са конопљом, те су на тај начин доприносили унапређењу хмељарства на овим просторима.
У време бербе хмеља у Петровцу окупљало се на десетине хиљада берача из свих крајева Војводине. Свако је био задовољан — власници хмељарника добрим приносом а берачи хмеља добром зарадом. 
Међутим, цена хмеља ускоро је почела нагло да пада. Криза је изазвана хиперпродукцијом хмеља, али и Светском економском кризом која је почела 1929. године. Томе је допринела и прохибиција алкохолних пића која је уведена у земљи највећег потрошача пива - САД. У Војводини је 1931. године остало свега 325 ha хмељарника. Ова криза изменила је пословну стратегију хмељара. Преовладало је мишљење да производња не сме бити стихијска. Свака непланска производња, због високих трошкова, у условима хиперпродукције доводи до пропасти произвођача.
Постепено је дошло до опоравка хмељарства, а након укидања прохибиције у САД ситуација се драстично поправила. Површине под хмељом у Војводини су 1935. године обухватале 1124 ha. Када се сматрало да ће доћи до стабилизације тржишта хмеља, и да ће производња достићи дугогодишњи оптимум од 1500 ha, настале су бројне трговачке шпекулације и махинације чији су актери били трговци и препродавци. Вештачки је створен утисак хиперпродукције хмеља. Највише штете ове шпекулације нанеле су малим произвођачима, који нису могли да се одупру капиталистичком израбљивању. Морали су да продају хмељ у најнеповољнијем тренутку како би обезбедили егзистенцију. Удружење хмељара није нашло решење за овај  проблем. Бројни апели упућивани Министарству пољопривреде Краљевине Југославије остали су без одговора. Ситуација непрекидне борбе са шпекулацијама и трговачким махинацијама хмељом траје све до Другог светског рата.

### Период од 1945. до 1991. године
Све гране пољопривреде, укључујући и хмељарство, су током Другог светског рата уназађене. У социјалистичкој Југославији је реализована аграрна реформа а пољопривреда је доживела велике промене. Створене су сељачке радне задруге и државна газдинства.  
Површина од 143 ha под хмељом, колико је било 1950. године, није могла да подмири потребе домаћих пивара за овом сировином.  Из иностранства су такође стизали захтеви за куповину хмеља. То је подстакло пољопривреднике, пољопривредне планере и привреднике за развој хмељарства. Томе је допринела и чињеница да је само у Бачком Петровцу изграђено 10 магацина и 100 сушара за хмељ. У Петровцу је 1950. године основано прво трговинско предузеће за увоз и извоз хмеља - „Кооператива”. Исте године комисија за планирање развоја НР Србије је донела одлуку да се у Војводини посади 1000 ha нових хмељарника.  
Велики подстицај развоју хмељарства, али и другим гранама привреде, било је увођење радничког самоуправљања 1952. године. У пољопривреди је самоуправљање увођено на друштвеним газдинствима. Те 1952. године при Институту за пољопривредна истраживања у Новом Саду основана је Огледна станица за хмељ са седиштем у Бачком Петровцу. На тај начин остварена је дугогодишња жеља хмељарских стручњака Војводине да се приступи организованом научно-истраживачком раду на унапређењу производње. Први директор ове станице био је Михал Хусар. Под његовим руководством рађени су пројекти за обнову хмељарства Војводине. Од самог оснивања стручњаци Oгледне станице су били повезани са праксом која је већ тада издвајала значајна средства за научно-истраживачки рад. 
Врло значајан корак у обнови хмељарства Војводине учињен је од 1956. до 1960. године када је посађено преко 1000 ha нових хмељарника. Године 1960. у Војводини је недостајао само 1 ha да би се постигао  некадашњи оптимум бачких хмељарника од 1500 ha.
Ново хмељарство је имало велики значај за привреду земље, нарочито са аспекта спољне трговине. „Кооператива” није била само извозник хмеља, већ и иницијатор унапређења производње. При овој организацији основана је посебна стручна служба која је заједно са Огледном станицом предлагала увођење механизације у производњу хмеља.„Кооператива” је била и највећи произвођач и прерађивач хмеља. На њеним површинама увођена су најновија агротехничка достигнућа. 
У Огледној станици 60-их година 20. века је почео интензиван рад на селекцији хмеља, чији циљ је био стварање нових високоприносних сорти са високим садржајем алфа киселине. Тај циљ је остварен 1972. године када су признате нове сорте хмеља „Дунав”, „Неопланта” и „Војводина”.
Заједничким снагама свих пивара и хмељара СФРЈ 1967. у Бачком Петровцу је изграђен нови, велики магацин за хмељ, капацитета преко 20.000 m². Такође је подигнута и прва пелетара америчког произвођача за хмељ, која функционише до данас. „Кооператива” је инвестирала и у осам берачица хмеља, четири сушаре, комплетну механизацију потребну за производњу хмеља
Након доношења закона о удруженом раду 1977. године, класични кооперацијски односи између задруга или других пољопривредних организација и приватних произвођача прерасли су у нови облик удруживања. Пољопривредне организације и приватни произвођачи оснивају основне организације удруженог рада (ООУР).
Пропадање хмељарства почело је 80-их година 20. века, када су формирана посебна предузећа произвођача, прерађивача и извозника хмеља. У Војводини су стимулисани извозници, који су захваљујући подстицајима значајно профитирали, док су произвођачи пословали са губитком. Из овог разлога постепено су почеле да се смањују површине под хмељом. Ситуација у Словенији, као другом центру хмељарства у СФРЈ, је била боља, па су државне стимулације делили произвођачи, прерађивачи и извозници, што је допринело развоју хмељарства.

### Период од 1991. до данас
Санкције које су уведене СРЈ резултирале су обуставом извоза хмеља, потом је уследила економска криза, распад државе и смањење домаћег тржишта. Сви ови фактори изазвали су драстично смањење површина под засадом хмеља и броја сорти које су се гајиле. Са друге стране изостала је подршка и у развијању нових сорти хмеља.Тако је некада развијена грана пољоприведе у Војводини готово потпуно ишчезла.
Данас се хмељ у Војводини гаји само на плантажама ДОО „Петровец”, на површини од 20 ha.

## Галерија
- Бачки хмељни баштован (1906)
- Bácskaer Hopfenbauer (1906)
- Bácskai komlókertész (1906)
- Báčanský chmeliar (1906)
- Милош Руснак, оснивач Хмељарскe школе у Бачком Петровцу
- Берачи хмеља у Бачком Петровцу (1926)
- Дописница - берба хмеља у Бачком Петровцу (прва половина 20. века)
- Књижица на немачком језику са 6. Међународног конгреса хмељарства у Новом Саду (1928)